# Уткин, Дмитрий Валерьевич
Дми́трий Вале́рьевич У́ткин (11 июня 1970, Асбест, Свердловская область — 23 августа 2023, Куженкино, Тверская область) — российский офицер спецназа Главного управления Генерального штаба ВС РФ, подполковник запаса. Герой Российской Федерации, Герой Луганской Народной Республики, кавалер шести орденов Мужества. Неонацист.
Был командиром частной военной компании «Вагнер», имел позывной «Вагнер».
Находился под персональными международными санкциями как командир ЧВК «Вагнер» и за подрыв территориальной целостности Украины.

## Биография

### Происхождение
По одной информации, родился в семье геолога в городе Асбесте Свердловской области 11 июня 1970 года. По другим данным, его родным городом был Кировоград Украинской ССР, либо село Смолино под Кировоградом.
После окончания смолинской школы уехал из посёлка в Ленинград, где поступил в военное училище.

### Военная карьера
Сообщалось, что Уткин участвовал в первой и второй чеченских войнах.
До 2013 года был командиром 700-го отдельного отряда специального назначения 2-й отдельной бригады специального назначения Главного управления Генерального штаба Вооружённых сил Российской Федерации (с дислокацией в городе Печоры Псковской области). Вышел в отставку в звании подполковника.
После увольнения в запас работал в Moran Security Group, участвовал в провальной сирийской экспедиции «Славянского корпуса» в 2013 году. Отряд должен был захватить крупный транспортный узел Дейр-эз-Зор. Формирование состояло из двух рот — одной из них командовал именно Дмитрий Уткин.
В 2014 году находился в Крыму в составе российских войск. В мае 2014 года  стал командиром собственного подразделения, которое по его новому позывному (выбранному из-за его увлечения Третьим рейхом) получило условное наименование «ЧВК Вагнер». По данным СБУ, Уткин был причастен к сбитию ИЛ-76 в небе над Луганском в 2014 году. Зимой 2015 года участвовал в боях за Дебальцево.
С осени 2015 года деятельность ЧВК «Вагнер» была перенесена в Сирию. Считается, что именно это подразделение играло решающую роль в освобождении Пальмиры.
В декабре 2016 года посетил празднование Дня Героев Отечества в Кремле и сфотографировался с президентом Владимиром Путиным и другими приглашёнными. Позже пресс-секретарь президента России Дмитрий Песков подтвердил, что Уткин присутствовал на банкете в числе приглашённых от Новгородской области как «кавалер орденов Мужества». При этом Песков ничего не сказал о связи Уткина с ЧВК Вагнер.
В ноябре 2017 года РБК сообщило о назначении Уткина гендиректором «Конкорд менеджмент и консалтинг» — управляющей компании ресторанного холдинга Евгения Пригожина. Аналитики издания Bellingcat предположили фиктивность назначения Уткина на должность, при этом, по данным «Фонтанки», индивидуальный налоговый номер нового руководителя «Конкорда» отличался от ИНН Уткина из ЧВК, однако Уткин (совместно с Андреем Трошевым) в 2015—2016 годах был замечен в совместных поездках с известными сотрудниками службы безопасности Пригожина и мог работать на структуры холдинга «Конкорд».
Сообщалось, что в 2018 году Пригожин снял Уткина с должности в «Конкорде» после провала «Группы Вагнера» в Дейр-эз-Зоре.
По неподтверждённым данным, в 2022 году Уткин вместе с Пригожиным дважды посещал российские колонии в Ростовской области с целью вербовки заключённых в ЧВК «Вагнер» для участия их в войне с Украиной.

### Бизнес
Согласно расследованию центра «Досье», Уткину и его супруге принадлежало ООО «Кашулина», занимавшееся розничной продажей продовольствия, включая табачные изделия — судя по кассовым отчётам, есть два магазина, один — в Санкт-Петербурге, второй — в Краснодарском крае. Ранее Уткину принадлежали апарт-отель «Кашулина» на Ивановской улице в Санкт-Петербурге и салон красоты в бизнес-центре «Аура» в Лахте.

### Гибель
23 августа 2023 года в Тверской области разбился самолёт, летевший из Москвы в Санкт-Петербург. Все 7 пассажиров и 3 члена экипажа, находившихся на его борту, включая Евгения Пригожина и Дмитрия Уткина, погибли.
31 августа 2023 года был похоронен на военном мемориальном кладбище в Мытищах.

## Взгляды
После увольнения из армии начал демонстрировать тяготение к символике нацистской Германии. Для начала взял себе позывной «Вагнер» — по имени любимого композитора Адольфа Гитлера и антисемита Рихарда Вагнера. Очевидцы рассказывали журналистам, что Уткин использовал нацистскую атрибутику. На документах подписывался двумя рунами (знак СС) и обращался «Хайль, Петрович!» к Евгению Пригожину по его кодовому имени внутри группы «Вагнер». В документальном фильме The Wall Street Journal и в статье Би-би-си при показе фотографии Уткина видны татуировки в виде петлиц оберштурмбаннфюрера СС и эмблемы вермахта.
Один из командиров группы «Вагнер» утверждал, что Уткин был родновером и отдавал единомышленникам предпочтение при занятии командных должностей.

## Личная жизнь
Расстался с первой супругой Еленой Щербининой в начале 2000-х годов.
На похоронах 31 августа 2023 года присутствовала его последняя жена, Анастасия Николаевна Уткина, и двое детей.

## Международные санкции
В июне 2017 года США ввели санкции против Дмитрия Уткина как главы ЧВК «Вагнер».
В 2018 году Уткину был запрещён въезд на территорию Украины, а также был введён запрет оперирования финансами и блокировка любых активов на Украине.
24 июня 2021 года Украина ввела санкции против Уткина. 23 декабря 2021 года на Украине было возбуждено уголовное дело в отношении Уткина.
13 декабря 2021 года Совет Европейского союза ввёл санкции в отношении Уткина и других лиц, связанных с ЧВК «Вагнер» (исключён из списка 13 марта 2024 года в связи со смертью подсанкционного):

Занимая командную должность в «Группе Вагнера», он несёт ответственность за серьёзные нарушения прав человека, совершённые группой, которые включают пытки и внесудебные незаконные казни и убийства. К ним относятся пытки до смерти сирийского дезертира, совершённые четырьмя членами «Группы Вагнера» в июне 2017 года в провинции Хомс, Сирия. По словам бывшего члена «Группы Вагнера», Дмитрий Уткин лично отдал приказ о пытках дезертира до смерти, а также о видеосъёмке этого процесса.— «Официальный журнал Европейского союза», Брюссель, 13 декабря 2021 года
С 14 января 2022 года находился под санкциями Швейцарии. С 24 февраля 2022 года находился под санкциями Канады. С 25 февраля 2022 года находился под санкциями Австралии. С 8 марта 2022 года находился под санкциями Японии. С 15 марта 2022 года — под санкциями Великобритании. С 3 мая 2022 года находился под санкциями Новой Зеландии.

## Память
5 апреля 2024 года около часовни памяти погибших бойцов ЧВК Вагнера в Горячем Ключе Краснодарского края был установлен памятник с изображениями Дмитрия Уткина и Евгения Пригожина. Муниципальные власти заявили, что памятник был построен на частной территории и не требует разрешения с их стороны.

## Награды
Кавалер шести орденов Мужества и ряда других российских наград.
По информации СБУ, некоторые из орденов были получены за участие в боях на Украине.